# Girardia canai
Girardia canai es una especie de tricladidos dugésidos que habita el agua dulce de Chile.
El género Girardia, al que pertenece este platelminto tricladido, se encuentra dentro de la familia Dugesiidae. El nombre científico de la especie fue publicado por primera vez en 1993 por Alejandro C. Curino y Néstor Cazzaniga.